# LB-Medium

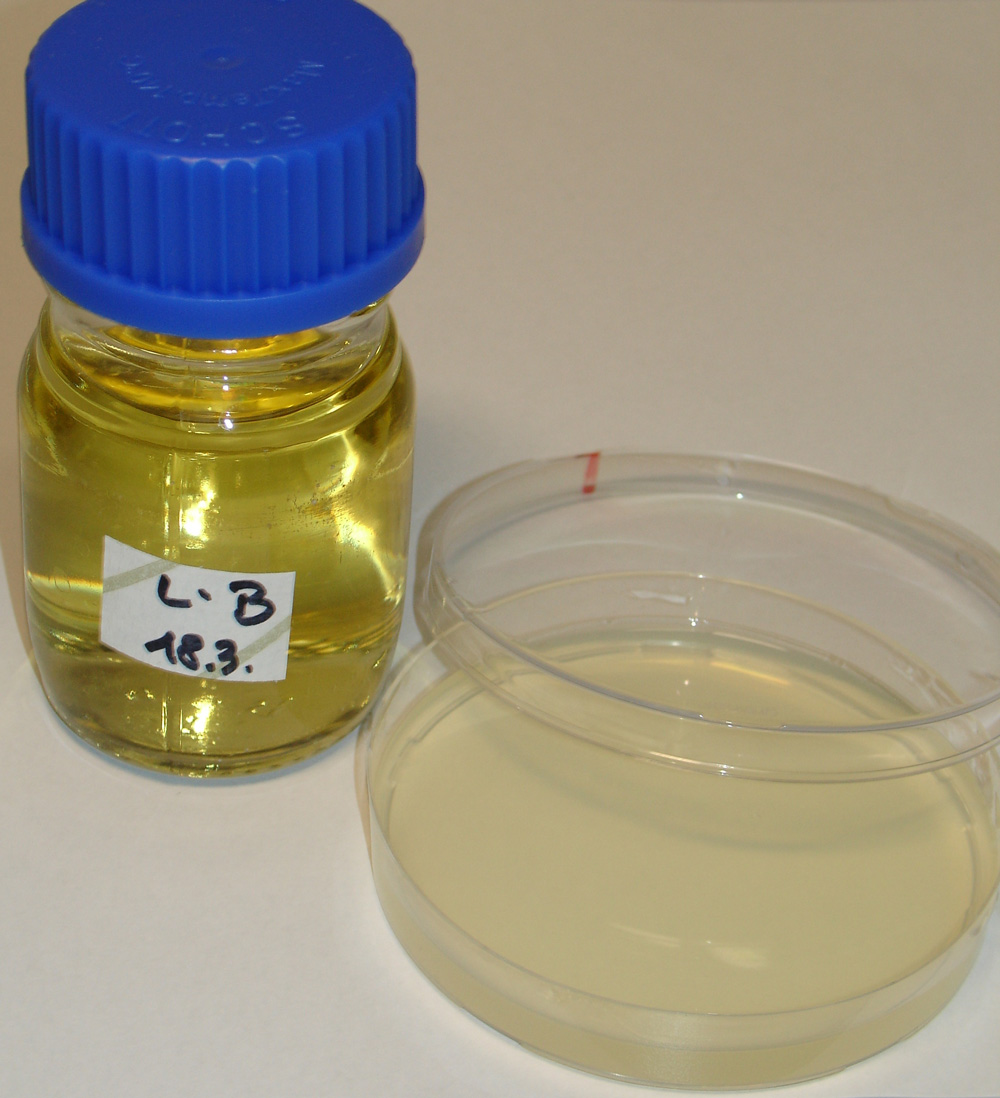
Flasche mit LB-Medium und LB-Agar-Platte

LB (engl. lysogeny broth) ist ein komplexes Nährmedium zur Kultivierung von Bakterien (Bakterienkultur). Die Zusammensetzung wurde 1951 von Giuseppe Bertani formuliert. 
LB wird oft fälschlicherweise als Luria broth, Lennox broth oder Luria-Bertani medium bezeichnet. 
LB ist das am häufigsten verwendete Medium zur Anzucht von Escherichia coli in der Mikrobiologie.

## Zusammensetzung
LB ist ein Komplexmedium, das heute als wässrige Lösung mit folgenden Inhaltsstoffen zubereitet wird:
- Hefeextrakt (5 g/l)
- Trypton (10 g/l)
- Natriumchlorid (0,5–10 g/l)

Der pH-Wert wird mit NaOH auf 7 eingestellt. Für Plattenkulturen wird Agar (15 g/l) zugegeben.
Das Medium wird 20 min bei 121 °C autoklaviert.
In der Originalvorschrift von 1951 sind zusätzlich noch 1 g/l Glucose enthalten.
Die Formulierungen unterscheiden sich in der Salzkonzentration, die nach den osmotischen Bedingungen des Bakterienstammes und den gewünschten Kulturbedingungen eingestellt werden. Die Niedrigsalz-Formulierungen Lennox und Luria sind für Kulturen ideal, die Salz-sensitive Antibiotika erfordern, wie z. B. Zeocin.
Bekannte Formulierungen sind:
- LB-Miller (10 g/l NaCl)
- LB-Lennox (5 g/l NaCl)
- LB-Luria (0,5 g/l NaCl)